# نزهة على جانب الطريق
نزهة على جانب الطريق ((بالروسية: Пикник на обочине)‏ — ‎pʲikˈnʲik na ɐˈbotɕɪnʲe‏) — رواية خيالية للأخوان أركادي وبوريس ستروغاتسكي التي طبعت مرة أولى في سنة 1972. هذه الرواية أكثر ترجمة إلى اللغات العالمية وأكثر طبعة في غير الإتحاد السوفيتي من مؤلفاتهم. طبعت «نزهة على جانب الطريق» من سنة 1971 إلى سنة 1998 أكثر من 38 مرات في 20 دولة.
أول طبعة باللغة الإنجليزية طبعت بترجمة أنطونينا بوا (Antonina W. Bouis). كتب ثيودور ستورجون (Theodore Sturgeon) مقدمة للطبعة الأولى الأمريكية (MacMillan Publishing Co., Inc, New York, 1977). و كتب ستانيسواف لم الذي مدح «نزهة على جانب الطريق» خاتمة للطبعة الألمانية (1977).